# Успенський собор (Галич)
Галицький Успенський собор, Церква Пресвятої Богородиці — головний храм княжого Галича та другий за розміром храм Руси-України (після Софійського собору у Києві). З XII століття був кафедральним собором Галицької єпархії, а з XIV століття Галицької Митрополії — другої в Руси-Україні після Київської. Довгі століття був взірцем архітектурної довершеності для формування стилю архітектури Галичини, мурованої переважно з тесаного каменю.

## Літописні згадки
Перша згадка про Успенський собор відноситься до 1187 року, у зв'язку із смертю його будівничого — князя Ярослава Осмомисла (Того же лѣт̑ престависѧ Галичькии князь Ярославъ снъ Володимерь мсца ѡктб̑ѧ въ а днь а во вторъıи днь положенъ бъıс во цркви стъıӕ Бца. бѣ же князь моудръ и рѣченъ ӕзъıкомъ). У 1208 році храм згадується як місце посадження на Галицький стіл малолітнього князя Данила володимирськими, галицькими та угорськими боярами. До 1219 року відноситься згадка про влаштування на церкві Богородиці укріплень («граду») угорським воєводою Філею. До церков Богородиці та Михаїла у 1231 заходить князь Данило, так само він «приходить до пречистої Богородиці» у 1235 після зайняття Галича за відсутності князя Михайла Всеволодовича Чернігівського. Під час оборони князя Ізяслава Володимировича від військ Романа Даниловича у 1254 році, воїни Ізяслава та він сам вибігли на склепіння церкви «куди і беззаконні угри були вибігли», тобто мова іде про констукції саме Успенського собору. Це остання літописна згадка свідчить про те, що собор вцілів під час монголо-татарської навали. Наявність склепінь та «комар» може говорити або про цілковиту неушкодженість конструкцій споруди, або їх відносно невеликі пошкодження, які вдалось досить швидко усунути.

## Руйнація будівлі
Заснування у 1303 році митрополії саме у Галичі свідчить, що у цей час єпископська резиденція, розміщена тут, та сама будівля знаходились у доброму стані, а собор, після спустошення Києва, був, на короткий час, найбільшим діючим храмом Руси-України. Про це, певним чином, свідчать срібна монета чеського короля Вацлава II, що була вибита у Празі між 1300 і 1305 році і знайдена на руїнах споруди наприкінці 1930-х років, а також згадка про церкву Успіння Богородиці у грамоті князя Лева 1301 року. На печатці Галицького митрополита Теодора 1334 року, розміщено зображення Богородиці як традиційного символу галицького собору, однак написання грамоти у Львові свідчить про, принаймні, тимчасове перебування Теодора у новій столиці. Після завоювання Галичини польським королем Казимиром ІІІ та встановлення у краї латинократичного правління нова влада почала кампанію з передачі церковних будівель у великих містах римо-католикам. У 1362 році собор був наданий ордену франціисканів. На основі археологічних досліджень, Ярослав Пастернак дійшов висновку, що наприкінці XIV — поч. XV століть контрукції будівлі зазнали значних руйнувань, і вже в той час на місці частини споруди виникла нова каплиця. Цей процес збігся у часі із заміщенням польсько-католицькою владою давніх руських єпископських осередків резиденціями латинських єпископів. У 1455 році польський король Казимир IV видав указ про заборону ремонтувати й відновлювати давні галицькі храми; в цей же час, ще значні за обсягом збережені конструкції собору стали розбирати, і згодом, на його місці був розміщений цвинтар. У 1584 році з решток Успенського собору, імовірно за єпископа Гедеона Балабана, була зведена поруч нова катедральна церква Успіння Богородиці. Далі територія Крилосу і розташованого тут монастиря, служить як резиденція намісників Галицьких єпископів та митрополитів.

## Історія та дослідження

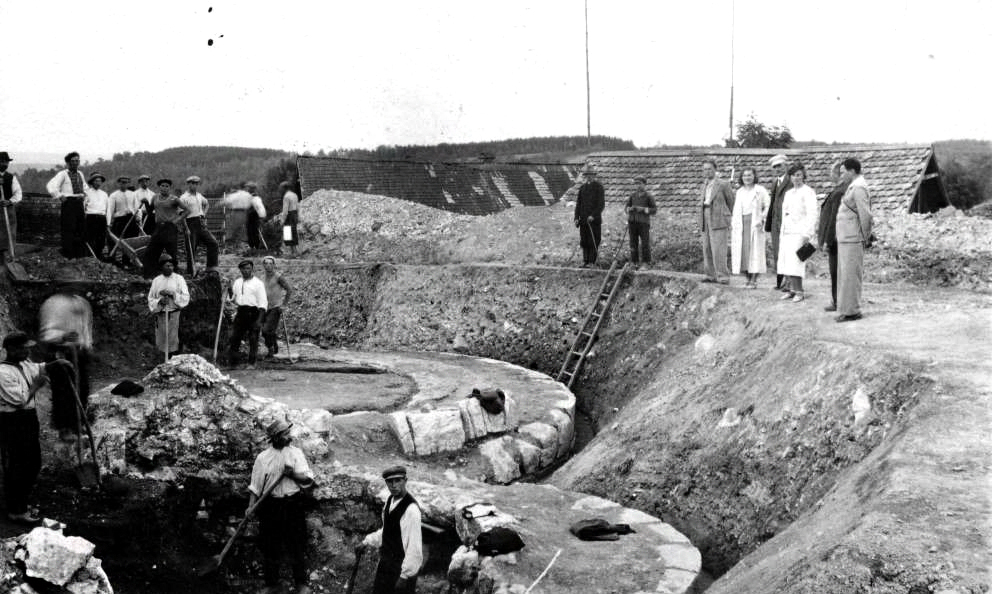
Розкопки Успенського собору Я. Пастернаком, 1936 р.

Рештки літописної Богородичної церкви княжого Галича виявила у 1936 році експедиція Наукового товариства ім. Т. Шевченка під керівництвом Ярослава Пастернака. Від храму збереглись лише фундаменти, частково вибрані, невеликі фрагменти підлоги та скупі ділянки наземних стін. Найважливішими у цих дослідженнях виявились такі факти: 1) місце розташування собору на Крилоському городищі стало вагомим доказом у дискусії щодо локалізації літописного «города»; 2) значні розміри церкви — 37,5×32.4 м, що серед храмів Руси-України того часу поступаються лише розмірам Софії Київської; 3) білокам'яна техніка мурування та багатий архітектурний декор; 4) знайдено чоловіче поховання у кам'яному саркофазі, інтерпретоване дослідником як останки галицького князя Ярослава Володимирковича (Осмомисла). Спираючись на результати своїх досліджень, Я. Пастернак визначив час спорудження собору — 1157 рік.
Фундаменти собору будувалися переважно з туронської крейди, а наземні стіни — з дрібнозернистого літотамнієвого вапняку та білого алебастру. У склепіння собору клали подільський травертин — камінь відносно легкий. Мури собору викладені напівбутовим методом: дві зовнішні лицьові стінки з оброблених квадрів, між ними — забутка, так зване «ядро муру». В основі наземних мурів виявили сліди застосування внутрішніх дерев'яних зв'язків — «в'язей». Підлогу собору вимощували різним матеріалом: у «храмі вірних» та в центральній частині західної галереї, або притворі, — алебастровими плитами, у «святилищі» — плитами теребовельського пісковика.
Під час археологічних досліджень Успенського собору виявлено багато знахідок, які значно доповнюють наше уявлення про його колишній вигляд і декор. На особливу увагу заслуговують фрагменти типового на той час романського декору — людських та звіриних кам'яних масок, що служили консольними основами для колончатих поясів, частини зубчатого фризу та аркатурного пояса. До фрагментів кам'яної різьби слід віднести також частини кубовидної капітелі, базу з круглою колонкою, а також уламки півкруглих валиків. Все це показало, якою була білокам'яна оздоба собору — фризи та дуги, декоровані «в шахівницю», різьблені капітелі, кубовидні консольки, плетінковий орнамент.
Під час повторних досліджень руїн Успенського собору в 1992—1998 роках виявлено ще понад сто фрагментів архітектурних деталей, серед них уламки нервюр, колонки, профільовані елементи баз, карнизів, уступів, гзимсів та вертикальних тяг, аркових дуг, а також дрібніші фрагменти з уривками білокам'яної різьби. Більшість архітектурних деталей різьбилися з вапняку, проте траплялися й алебастрові профільовані елементи.
На основі нових археологічних досліджень та архітектурного аналізу вдалося виділити три етапи формування планувальної та архітектурно-просторової структури собору. На першому етапі (при закладці фундаментів) він планувався як восьмистовпний храм з бічними двоярусними галереями. Вже в процесі будівництва його вирішили зробити шестистовпним, хрестовобанним, з нартексом та бічними галереями. А в процесі його функціонування, наприкінці ХІІ чи на початку ХІІІ ст. його перебудували у чотиристовпний, оточений з трьох боків двоярусними галереями. На можливу двоярусність галерей вказує значна потужність обводових фундаментних мурів, які були закладені на ту ж глибину, що й фундаменти внутрішніх стін собору. На певному етапі його функціонування галереї могли покривати односпадовими дахами — звідти, правдоподібно, походить червона керамічна дахівка, виявлена розкопками. Кутові дільниці собору, в плані квадратні або наближені до квадрата, могли завершуватись чотирма додатковими банями.

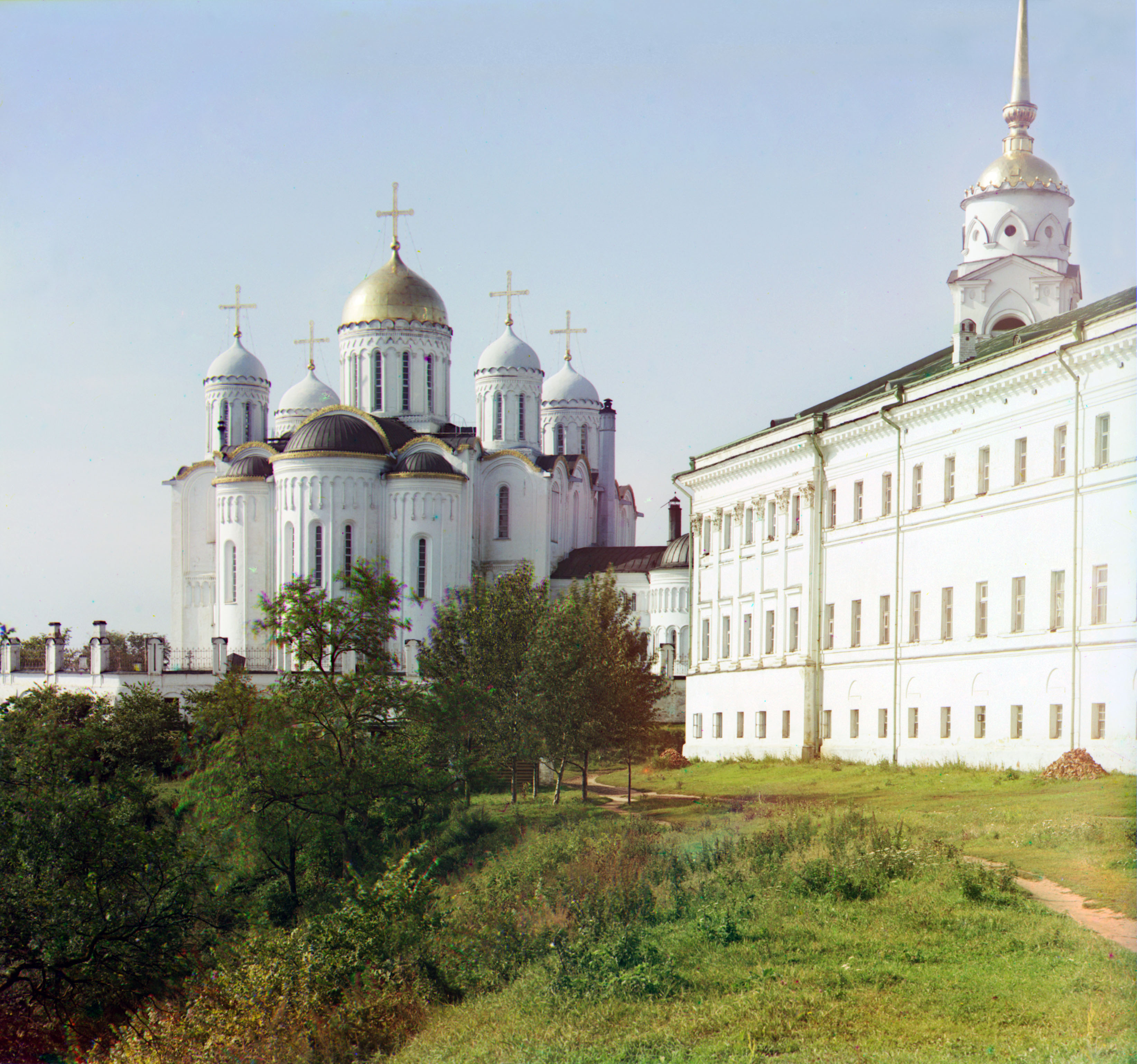
Успенський собор (Владімір)

Найближчими за архітектурним вирішенням до Галицького Успенського собору є храми Владіміро-Суздальської землі середини і другої половини XII століття, які будували скоріш за все галицькі майстри. Зокрема, подібним до Галицького собору є Успенський собор у Владімірі-на-Клязьмі. Ярослав Пастернак висловив припущення, що при добудові до Владімірського собору галерей та менших бань наприкінці XII ст. будівничі могли взоруватися на форми Успенського собору в Галичі. Планувальна структура споруди, котра добре простежується на основі археологічного матеріалу, дуже близька до планувальної структури церкви Νέα Εκκλησία у Константинополі, що знаходилась у структурі імператорського Великого Палацу, і могла служити прототипом галицького собору.
Подальші згадки про Успенський собор засвідчують, що він діяв протягом XIV—XVI ст. Саме з цим храмом як з центром Галицької митрополії ще з ХІІІ ст., імовірно, пов'язана традиція уживати назви «Крилос» для всієї гори, на якій до середини ХІІІ ст. функціонувала княжа столиця.
Точна дата руйнування Успенського собору залишається невідомою. Письмові згадки опосередковано підтверджують його існування ще в другій половині XVI ст. Тоді ж (імовірно, до 1584—1585 рр.) споруджено нову Успенську церкву, але на місці старої ще в першій половині XVIII ст., згідно з інвентарем 1749 року, було добре видно кам'яні руїни.
Князь Роман Мстиславич за твердженням автора Суздальського літопису був похований в храмі, що частково спростовує О. Головко.

## Спроби відбудови
Наприкінці 1990-х років в контексті відзначення 1100-ліття Галича вперше була здійснена спроба відбудови собору. У серпні 1999 року за погодженням з Галицькою районною державною адміністрацією, Галицький міжгосподарський відділ капітального будівництва розпочав будівельні роботи на рештках собору. В цей час було зруйновано ділянки автентичних фундаментів ХІІ ст., на яких закладено нові залізобетонних конструкції під будівництво нової споруди. Роботи були припинені в тому ж році, через протести громадських організацій і наукових установ, Заповідника «Давній Галич», а також під тиском листів Державного комітету будівництва, архітектури та житлової політики України та Міністерства культури і мистецтв України і за браком коштів на будівництво.
У травні 2017 в Івано-Франківську відбулася нарада на якій було знову було висунуто пропозицію щодо відновлення Успенського собору. У ній взяли участь засновники Благодійної організації «Міжнародний благодійний фонд відновлення Галицького Успенського Собору»: голова Івано-Франківської ОДА Олег Гончарук та його заступник Ігор Пасічняк, архієпископ і митрополит Івано-Франківський УГКЦ Володимир Війтишин, народні депутати Анатолій Матвієнко і Михайло Довбенко, екс-нардеп Зіновій Шкутяк, а також голови Галицької РДА та райради, керівники відповідних управлінь ОДА, депутати та деякі науковці. Проте учасники XIV Міжнародної наукової конференції «Археологія заходу України», яка відбулася у Львові 17-19 травня 2017 р., з приводу ініціативи відбудови собору (фахівці з археології, архітектури, мистецтвознавства та історії) виступили із заявою, в якій такий проект назвали «категорично неприпустимим». 29 жовтня 2017 року у музеї «Історії Галича» в с. Крилос відбувся круглий стіл «Галицький Успенський собор: відродження державної та духовної величі України», за участю З.Шкутяка, директора національного заповідника "Давній Галич В.Костишина, голови Львівської ОДА О. Синютки та депутатів М. Княжицького, А.Кота, М. Довбенка, С.Барни, за результатами якого була прийнята резолюція щодо «оголошення всеукраїнського конкурсу на розробку проектних пропозицій відновлення Галицького Успенського собору з музеєфікацією існуючих фундаментів XII ст.» Натомість у зверненні учасників Міжнародної конференції «Релігії та вірування в Русі Х-XVI ст.», що відбулась 15-18 листопада у Львові, до Президента України та Голови ВРУ задекларована думка науковців, відмінна від ініціативної групи: «Учасники конференції закликають вас припинити будь-які (приховані і неприховані) спроби незаконної відбудови Успенського собору ХІІ ст. в Крилосі, що забере у наступних поколінь можливість інваріантності наукових візій втраченої пам'ятки та може призвести до знищення автентичної субстанції дощенту і безповоротно».
26 січня 2018 року у стінах Українського Католицького Університету (м. Львів) відбулося підписання Угоди про виконання науково-проектної документації щодо музеєфікації, консервації фундаментів Успенського собору ХІІ ст. і реставрації каплиці Св. Василія Великого XVI ст. у с. Крилос (княжий Галич) між Національним заповідником «Давній Галич» та Національним університетом «Львівська політехніка». Однак реалізація проекту так і не відбулася через відсутність державного фінансування на порятунок пам'ятки. Рештки Успенського собору та каплиця Св. Василія і далі перебувають під загрозою знищення.
В 2018 році фундаменти собору визнані об'єктом культурної спадщини національного значення, який внесено до Державного реєстру нерухомих пам'яток України (№ 090021/1-Н).

## Зауваги
1. ↑  Достовірність цієї, та подібних грамот Лева є предметом дискусії науковців та викликають сумніви
2. ↑  Про це свідчить Я. Пастернак, аналізуючи свої археологічні дослідження